# Българско училище „Азбука“
Българско училище „Азбука“ е училище на българската общност в Дъблин, Република Ирландия. Директор на училището е Мариана Монир. През учебната 2010/2011 година в училището се обучават около 50 деца.

## История
Училището е основано на 21 септември 2008 година, като наследник на училище „Аз съм българче“, преустановило съществуването си през 2005 година. От начало в училището се обучават около 20 деца от български и смесен произход на възраст от 3 до 12 години.

## Специалности
Изучавани дисциплини: български език и литература (по 7 ч. седмично) и история и география на България, вмъкнати като елемент в часовете по български език и литература. Преподаването се води по програмата на МОН-България.